# Menningen
Menningen település Németországban, Rajna-vidék-Pfalz tartományban. Lakosainak száma 171 fő (2023. december 31.). Menningen Ralingen, Eisenach és Minden községekkel határos.

## Népesség
A település népességének változása:
| Lakosok száma | 161  | 171  | 178  | 177  | 173  | 179  | 171  |
|               | 1975 | 2014 | 2017 | 2019 | 2021 | 2022 | 2023 |